# Capmatinib
Capmatinib, comercializado bajo la marca Tabrecta, es un medicamento utilizado para tratar el cáncer de pulmón no microcítico . Se utiliza específicamente para la enfermedad metastásica con omisión del exón 14 de MET, que se da en el 3-4% de las personas con cáncer de pulmón. Se toma por vía oral.
Los efectos secundarios más frecuentes son hinchazón periférica, náuseas, cansancio, dificultad para respirar y disminución del apetito. Otros efectos secundarios pueden ser neumonitis, problemas hepáticos y quemaduras solares. Su uso durante el embarazo puede dañar al bebé. Es un inhibidor de la tirosina quinasa.
El capmatinib se aprobó para uso médico en los Estados Unidos en 2020. No está aprobado en Europa ni en el Reino Unido a partir de 2021. En los Estados Unidos, 4 semanas cuestan alrededor de 19 800 dólares estadounidenses a partir de 2021.